# Dioptase
Le terme dioptase désigne un minéral de la classe des silicates, sous-classe des cyclosilicates. Sa formule chimique est Cu6Si6O18 • 6H2O.

## Genre du terme
Le nom dioptase forgé par Haüy est initialement féminin. Le minéral fut ensuite appelé cuivre dioptase (au masculin), abrégé en dioptase au masculin ou au féminin. Aujourd’hui les deux genres perdurent mais la Société française de minéralogie et de cristallographie et le MNHN emploient le masculin, et c’est aussi le choix que fait la banque de données terminologiques et linguistiques du gouvernement du Canada.

## Historique de la description et appellations

### Inventeur et étymologie
C'est le minéralogiste allemand Moritz Rudolph Ferber qui, à la fin du XVIIIe siècle, s'intéressa le premier à ce minéral. Mais il le définit de façon erronée comme une émeraude, et c'est le minéralogiste français René Just Haüy qui en 1797 démontra qu'il s'agissait d'un minéral à part et lui donna le nom de dioptase, du grec dia (« à travers ») et optazo (« je vois »), en référence au fait qu'on peut voir à travers ses cristaux les traces des plans de clivage. Il donnera à ce terme le genre féminin.

### Topotype
Le topotype se trouve dans la mine de cuivre d'Altyn-Tyube, dans les steppes de Kirghese (Oblys de Karaganda, Kazakhstan).

### Synonymes
Il existe plusieurs synonymes pour cette espèce minérale :
- achirite ;
- achrite ;
- aschirite ;
- dioptasite ;
- émeraudine  ;
- kirghisite ;
- rhombohedral emerald malachite (Comstock, 1821) ;
- smaragdo-chalcite Mohs.

## Caractéristiques physico-chimiques

### Critères de détermination
Le dioptase forme des cristaux prismatiques transparents à translucides, d'éclat vitreux. Elle est de couleur vert émeraude à bleu-vert foncé. Son trait est vert et sa cassure est conchoïdale. Sa dureté, de 5 sur l'échelle de Mohs, est moyenne.
Au chalumeau, le dioptase ne fond pas mais noircit en colorant la flamme en vert. Il est soluble dans l'acide nitrique et l'acide chlorhydrique.

### Cristallographie
Le dioptase cristallise dans le système cristallin trigonal, de groupe d'espace R 3 (Z = 18 unités formulaires par maille conventionnelle).
- Paramètres de la maille conventionnelle (réseau hexagonal) : a = 14,57 Å, c = 7,78 Å (volume de la maille V = 1 429,93 Å3) ;
- Masse volumique calculée= 3,29 g/cm3.

Les cations Si4+ sont en coordination tétraédrique d'anions O2−, avec une longueur de liaison Si-O moyenne de 1,627 Å. Les tétraèdres SiO4 sont reliés par leurs sommets et forment des anneaux Si6O18.
Les cations Cu2+ sont en coordination (4+2) octaédrique déformée d'anions O2− et de molécules H2O, avec les longueurs de liaison moyennes Cu-O = 1,960 Å et Cu-H2O = 2,592 Å. La distribution des longueurs de liaison dans les octaèdres CuO4(H2O)2 est typique de l'effet Jahn-Teller rencontré dans les composés de Cu(II) et permet une description alternative de la structure en termes de groupes carrés CuO4. Dans cette description, les groupes CuO4 sont reliés deux à deux par une arête et forment des dimères Cu2O6 ; ces dimères sont reliés par un sommet et forment des chaînes hélicoïdales le long de la direction c.

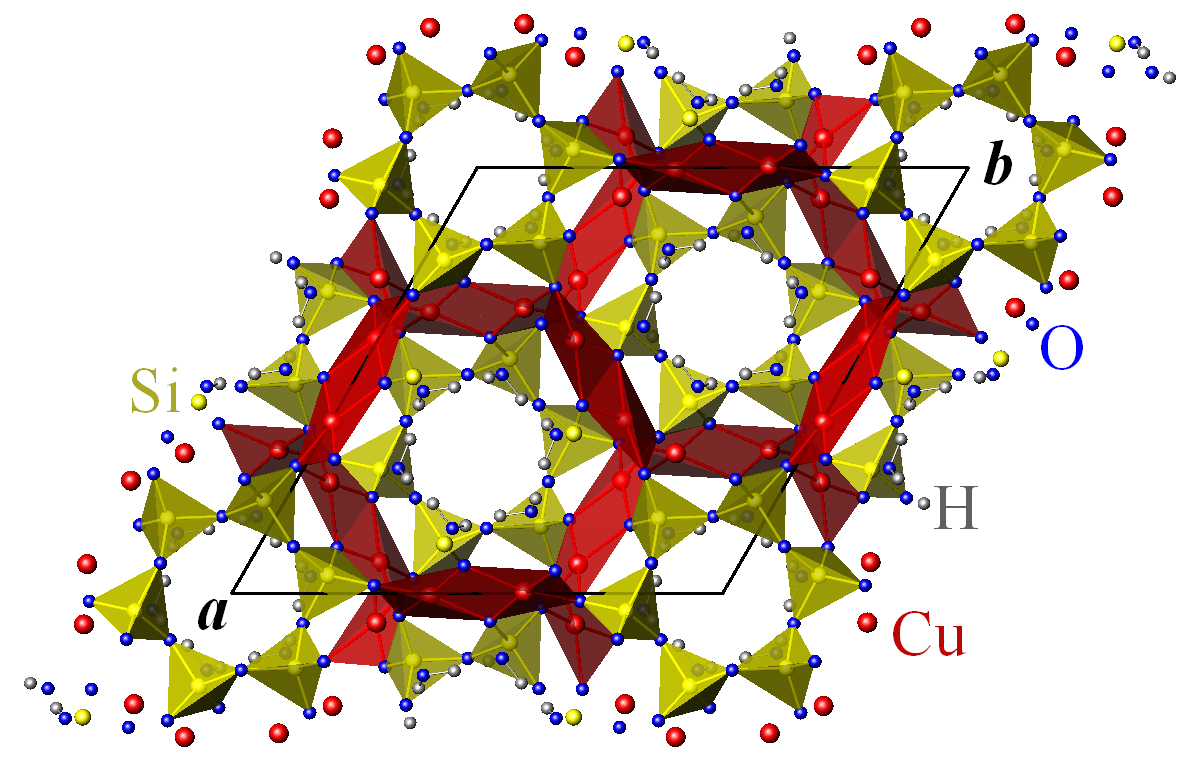
Structure du dioptase, projetée sur le plan (a, b). Rouge : Cu, jaune : Si, bleu : O, gris : H.
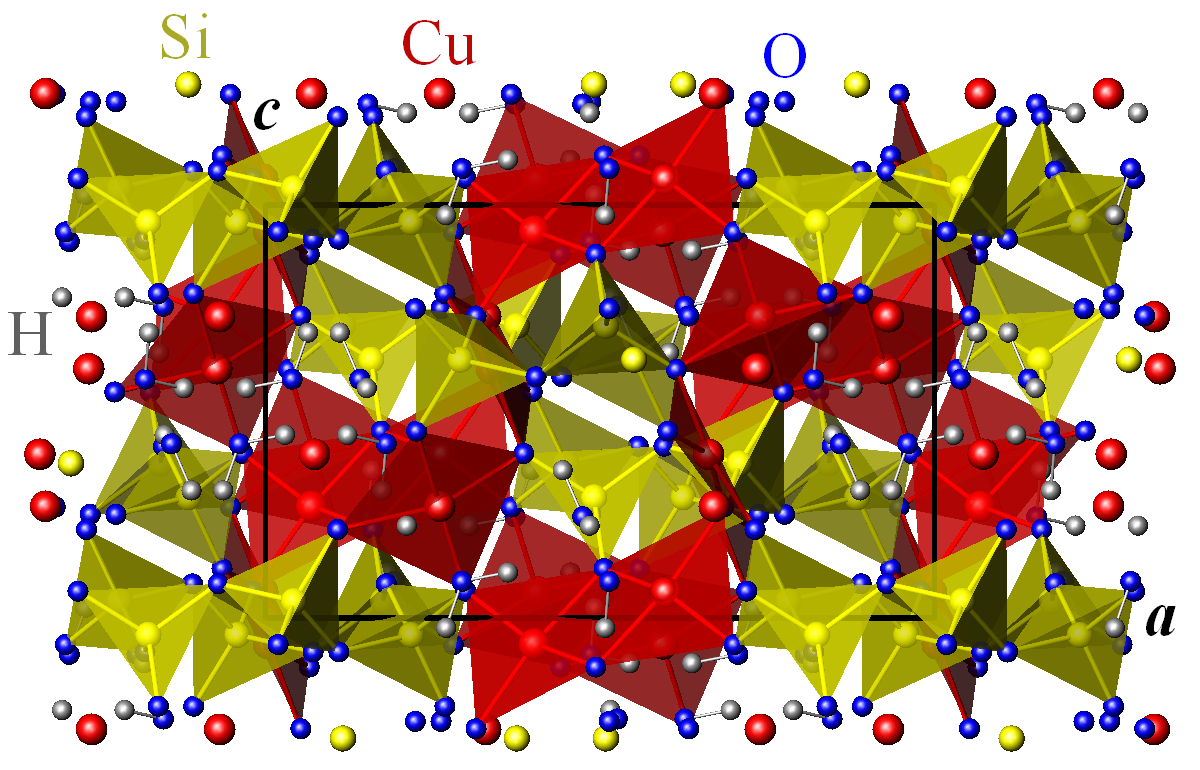
Structure du dioptase, projetée sur le plan (a, c). Rouge : Cu, jaune : Si, bleu : O, gris : H.

### Propriétés physiques
Le dioptase est pyroélectrique.
Chauffé, il subit plusieurs transformations :
- entre 350 °C et 400 °C, le dioptase vert devient bleu. Une diminution des paramètres de maille est observée mais la composition chimique reste inchangée. Cette transformation n'est pas réversible ;
- entre 400 °C et 800 °C, le dioptase devient noir et perd son eau ;
- au-dessus de 800 °C, CuSiO3 se décompose en Cu5Si6O17 + CuO, puis en CuO + SiO2.

Les cations Cu2+ portent un spin 1/2 et sont soumis à des interactions magnétiques. À température ambiante le dioptase est paramagnétique, au-dessous de 50 K il devient antiferromagnétique.

## Gîtes et gisements

### Gîtologie et minéraux associés
Le dioptase est un minéral plutôt rare, que l'on trouve dans les zones d'oxydation des gisements cuprifères.

On le trouve associé aux minéraux suivants : calcite, cérusite, chrysocolle, fluorine, fornacite, hémimorphite, malachite, mimétite, planchéite, quartz, wulfénite.

### Gisements producteurs de spécimens remarquables
France
- Rabejac, Lodève, Hérault[15].

 Reste du monde
- Dépôts d’Altyn-Tube, steppes de Kirghiz, Qaraghandy Oblysy (Karaganda Oblast), Kazakhstan[16] ;
- Mine de Tsumeb (Tsumcorp Mine), Tsumeb, Région d'Otjikoto (Oshikoto), Namibie[17] ;
- Renéville, Djoué, région de Brazzaville, République du Congo[18],[19].

## Exploitation des gisements
La dureté du dioptase, de 5 sur l'échelle de Mohs, est la même que celle de l'émail dentaire. Malgré son éclat, il est donc trop tendre et présente un clivage trop facile pour être aisément monté en joaillerie. On trouve cependant quelques bijoux portant de petits dioptases taillés comme des émeraudes. L’ambigüité avec l'émeraude est souvent entretenue pour des raisons frauduleuses. Le dioptase est surtout apprécié des collectionneurs pour sa couleur.

## Galerie

### Galerie Tsumeb

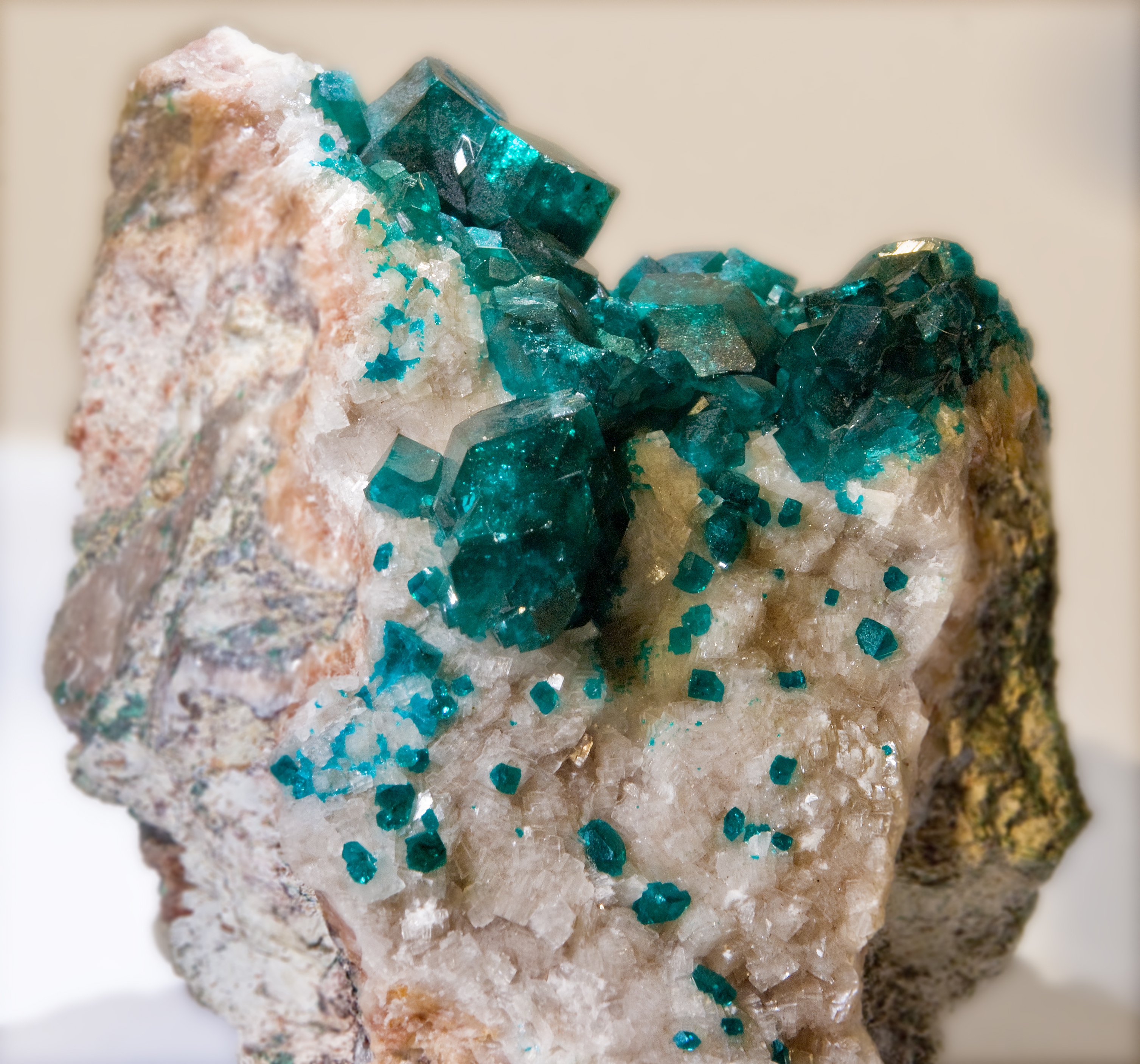
Dioptase - Tsumeb, Otjikoto Namibie (10 × 8 cm ; XX2,2cm)
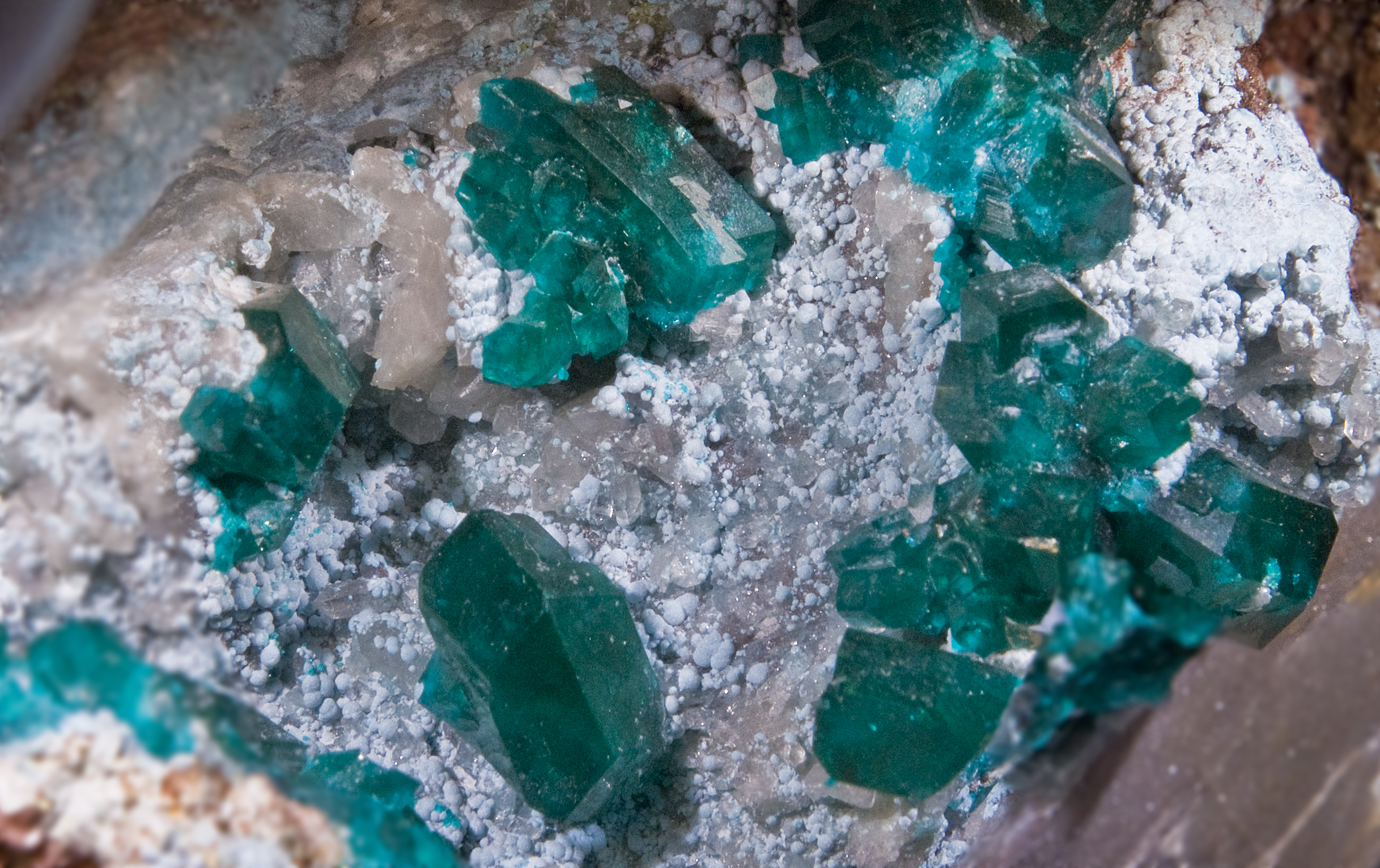
Dioptase sur chrysocolle - Tsumeb, Namibie (xx1cm)
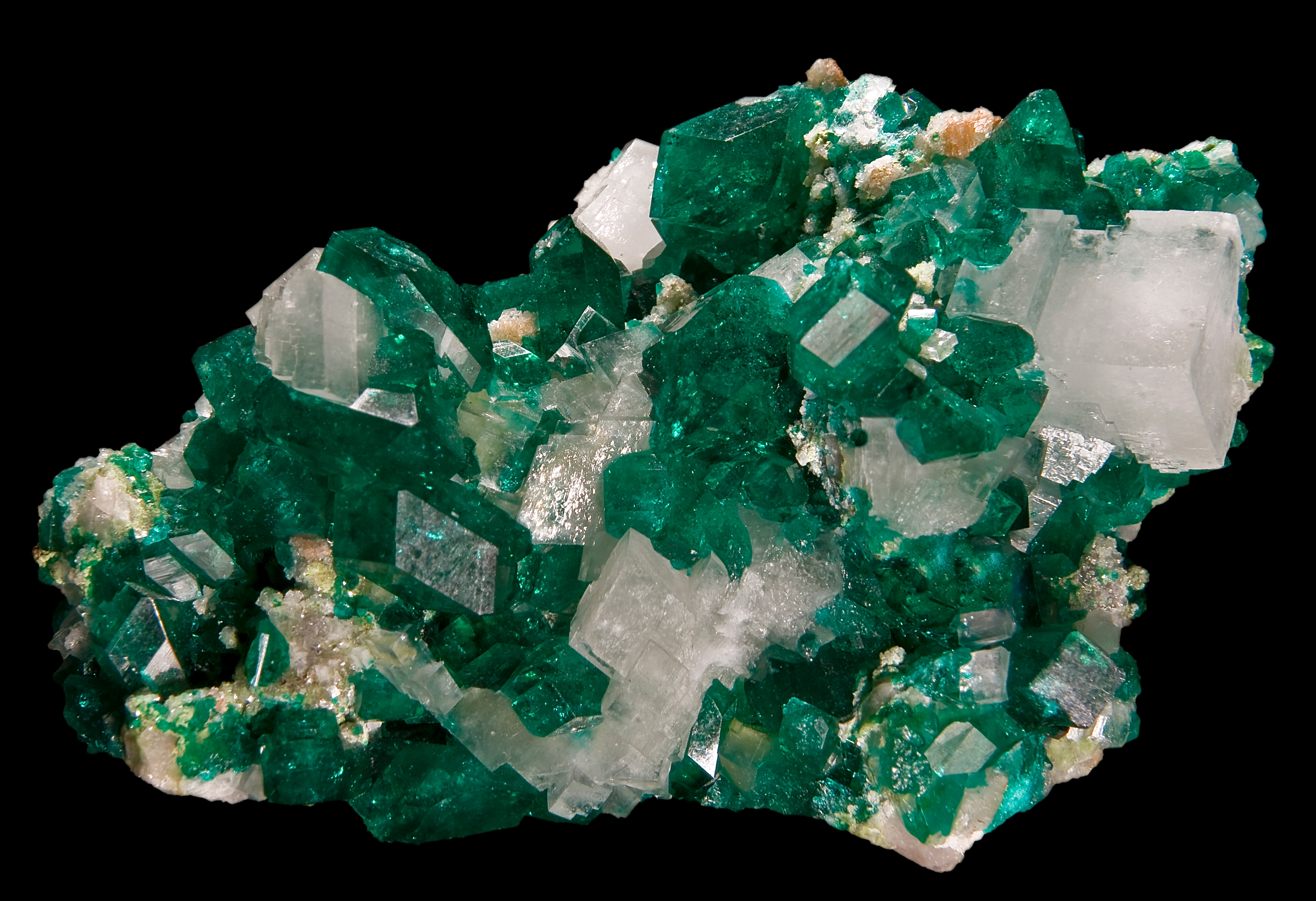
Dioptase avec calcite et minrecordite - Tsumeb, Namibie (5,5 × 4 cm)

### Galerie Renéville

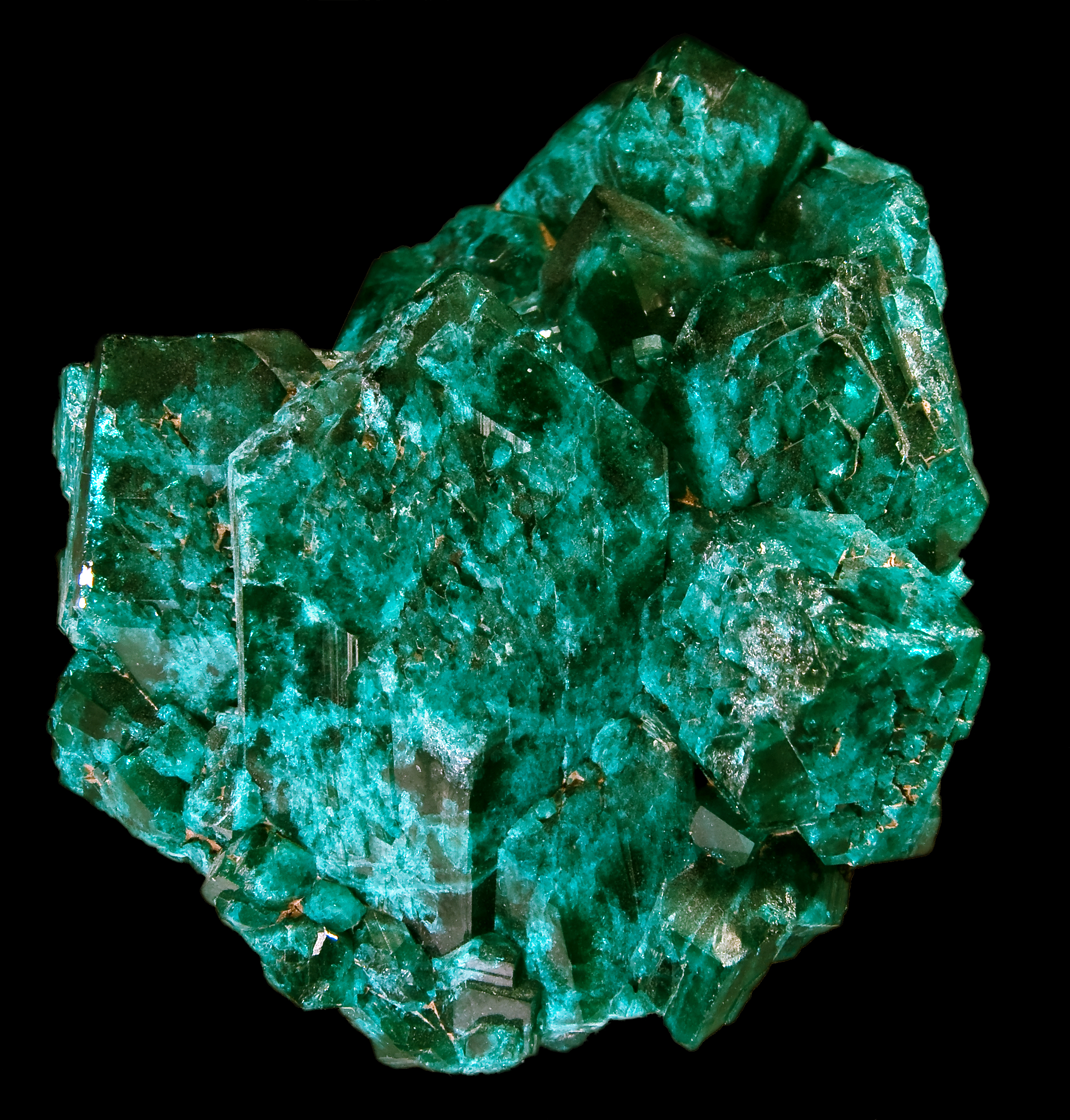
Dioptase - Renéville, République du Congo (4,3 × 4,3 cm)
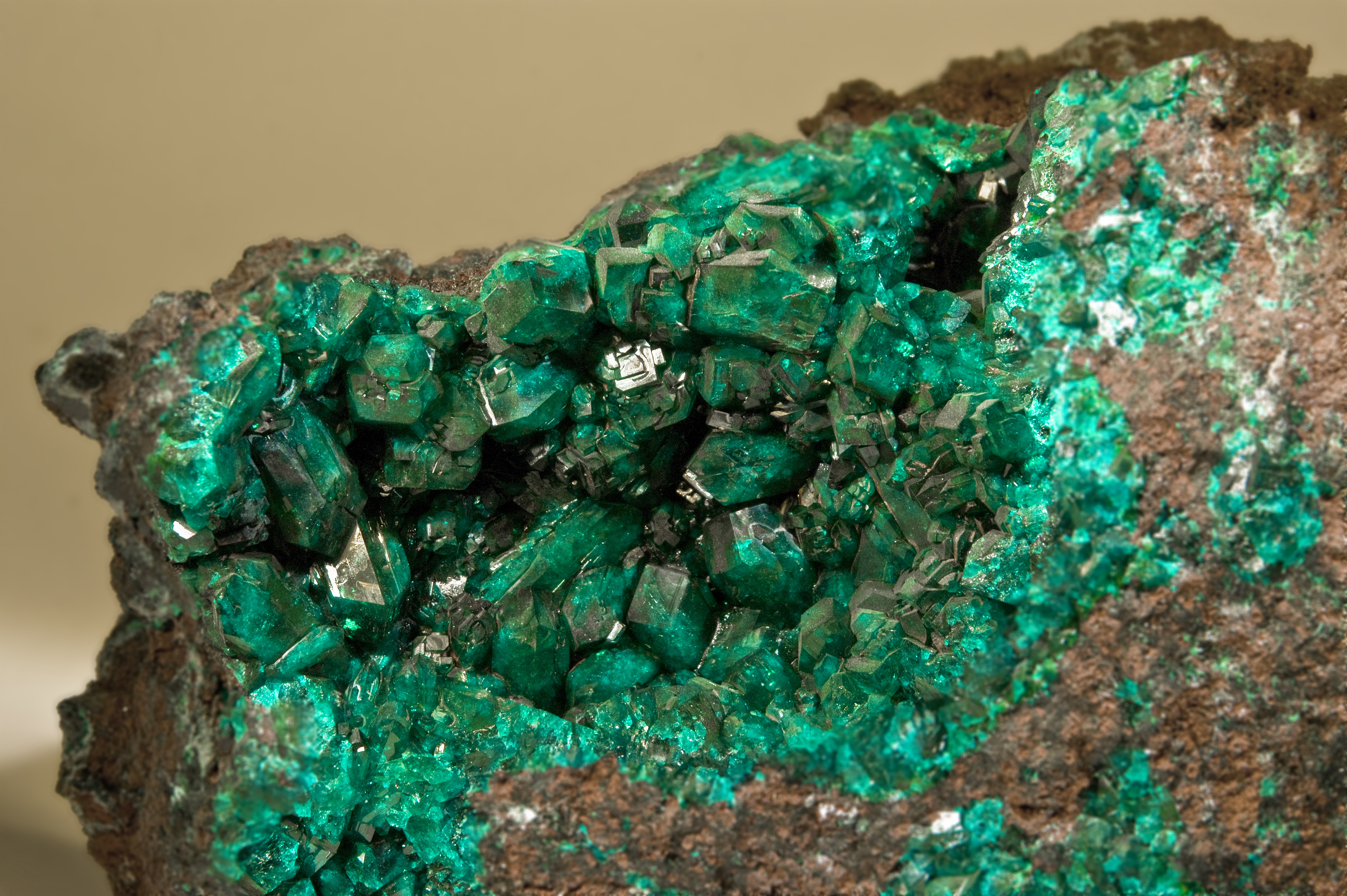
Dioptase - Renéville, République du Congo (13 × 12 cm)
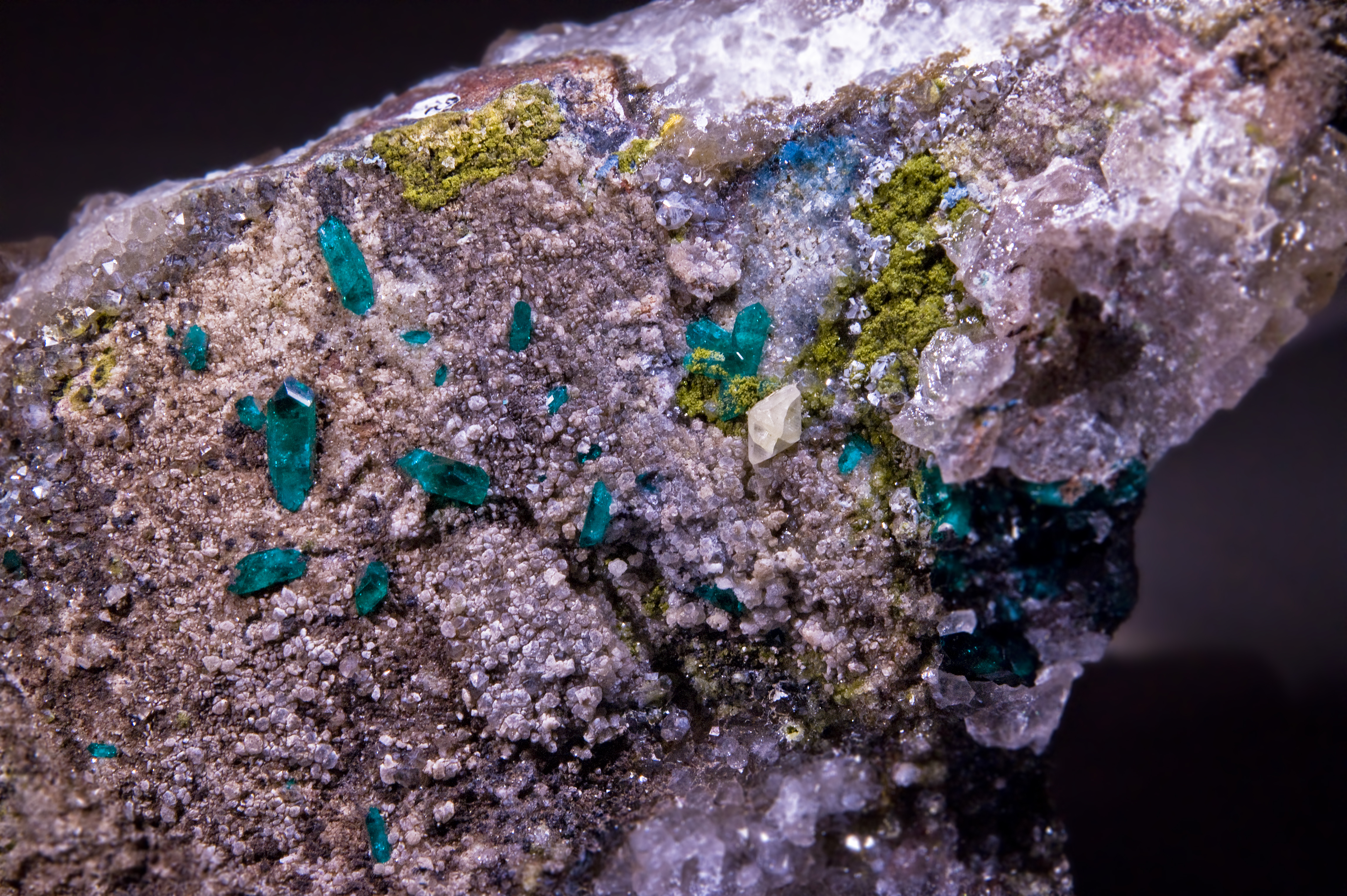
Dioptase - Cérusite Fornacite- Renéville, République du Congo (13 × 12 cm)